# Apodère du noisetier
Apoderus coryli
Espèce
L'Apodère du noisetier (Apoderus coryli) est une espèce d'insectes coléoptères de la famille des Attelabidae.

## Description
Ce coléoptère mesure entre 6 et 8 mm, sa tête est rétrécie à l'arrière, elle forme un cou distinct. On le trouve dans les forêts de feuillus, les parcs et les jardins.
Il se nourrit de feuilles de noisetier, parfois de bouleau ou d'aulne.
On qualifie cette espèce de « cigarier » car la femelle découpe et enroule une feuille de son arbre nourricier pour y pondre ses œufs et assurer le développement des larves et la nymphose.

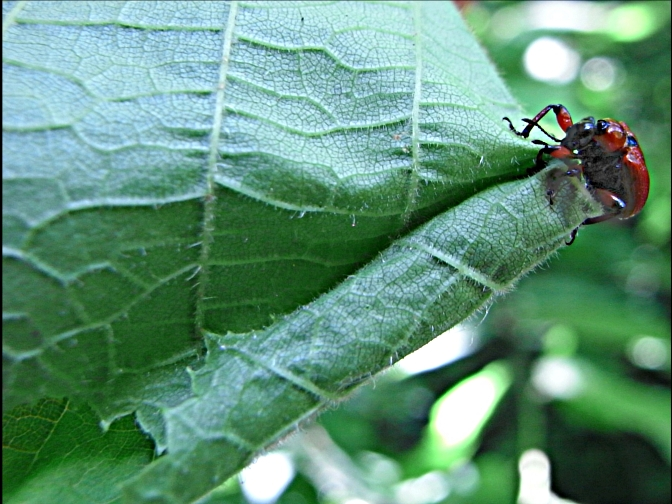
Femelle enroulant une feuille de noisetier